# Operațiunea Protectorul Unificat
Operațiunea Protectorul Unifciat (în engleză Operation Unified Protector) a fost o operațiune militară a Organizația Tratatului Atlanticului de Nord menită să aplice rezoluțiile 1970 și 1973 a Consiliului de Securitate al Organizației Națiunilor Unite privitoare la Războiul Civil Libian, adoptate la 26 februarie, respectiv 17 martie 2011.